# Ciclone Ului
O ciclone tropical severo Ului foi um dos ciclones tropicais de intensificação mais rápida já registado, em março de 2010 passou de uma tempestade tropical a um ciclone equivalente a categoria 5 em um intervalo de 30 horas. Em Queensland, Austrália, os danos à infraestrutura causados pela tempestade chegaram a A$ 20 milhões (US$ 18 milhões) e as perdas agrícolas atingiram A$ 60 milhões (US$ 54 milhões).

## História meteorológica
O ciclone tropical severo Ului foi identificado pela primeira vez pelo Serviço Meteorológico de Fiji (FMS) no final de 9 de março de 2010, cerca de 130 km (81 mi) ao norte da Ilha Hiw, Vanuatu. Na época, o sistema era classificado como Perturbação Tropical 13F. Cedo no dia seguinte, o sistema tornou-se suficientemente organizado para que o FMS atualizasse o distúrbio para uma depressão tropical. Várias horas depois, o Joint Typhoon Warning Center (JTWC) também começou a monitorar o sistema. Nessa época, a convecção profunda se desenvolveu em torno de uma circulação de baixo nível e características de bandas se formaram. Um movimento lento para o oeste era esperado, já que a depressão estava situada ao norte de uma crista subtropical.
Em 12 de março, o 13F foi atualizado para o ciclone tropical Ului. No início de 13 de março, era um ciclone de categoria 2. Mais tarde naquele dia, Ului fortaleceu-se em uma categoria 3, tornando-se um ciclone tropical severo. A tempestade continuou a aumentar ao longo do dia e naquela noite tornou-se uma categoria 5. Ului se tornou o primeiro ciclone de categoria 5 do Pacífico Sul desde o ciclone tropical severo Percy em fevereiro de 2005, mas enfraqueceu para categoria 4 na época em que cruzou o meridiano 160 ° E. Ului foi previsto para se fortalecer de volta à categoria 5, à medida que se afastava de um ciclone tropical severo e baixo de nível superior Tomas; no entanto, Ului permaneceu como uma categoria 4 e enfraqueceu para um sistema de categoria 3 nas primeiras horas de 18 de março. Ele enfraqueceu ainda mais para a categoria 2 por um tempo antes de recuperar a força da categoria 3. No início de 21 de março (hora local), ele cruzou as ilhas Whitsunday e atingiu a costa perto de Airlie Beach, Queensland, com ventos de 150 km/h (93 mph).

Loop do satélite infravermelho do ciclone Ului passando por uma rápida intensificação de 13 a 14 de março

## Preparativos

### Ilhas Salomão
Conforme a tempestade se aproximava das Ilhas Salomão, as autoridades informaram que a maioria dos navios permanece no porto devido ao mar agitado produzido por Ului. O pessoal de busca e resgate também foi colocado em espera. Em 16 de março, o UNICEF anunciou que iria fornecer as Ilhas Salomão com fundos de ajuda após a passagem do ciclone. Durante a passagem da tempestade, os funcionários do aeroporto cancelaram muitos voos devido às condições meteorológicas perigosas. Esses cancelamentos ocorreram em um período de dois dias, deixando muitos passageiros presos durante a tempestade.

### Austrália

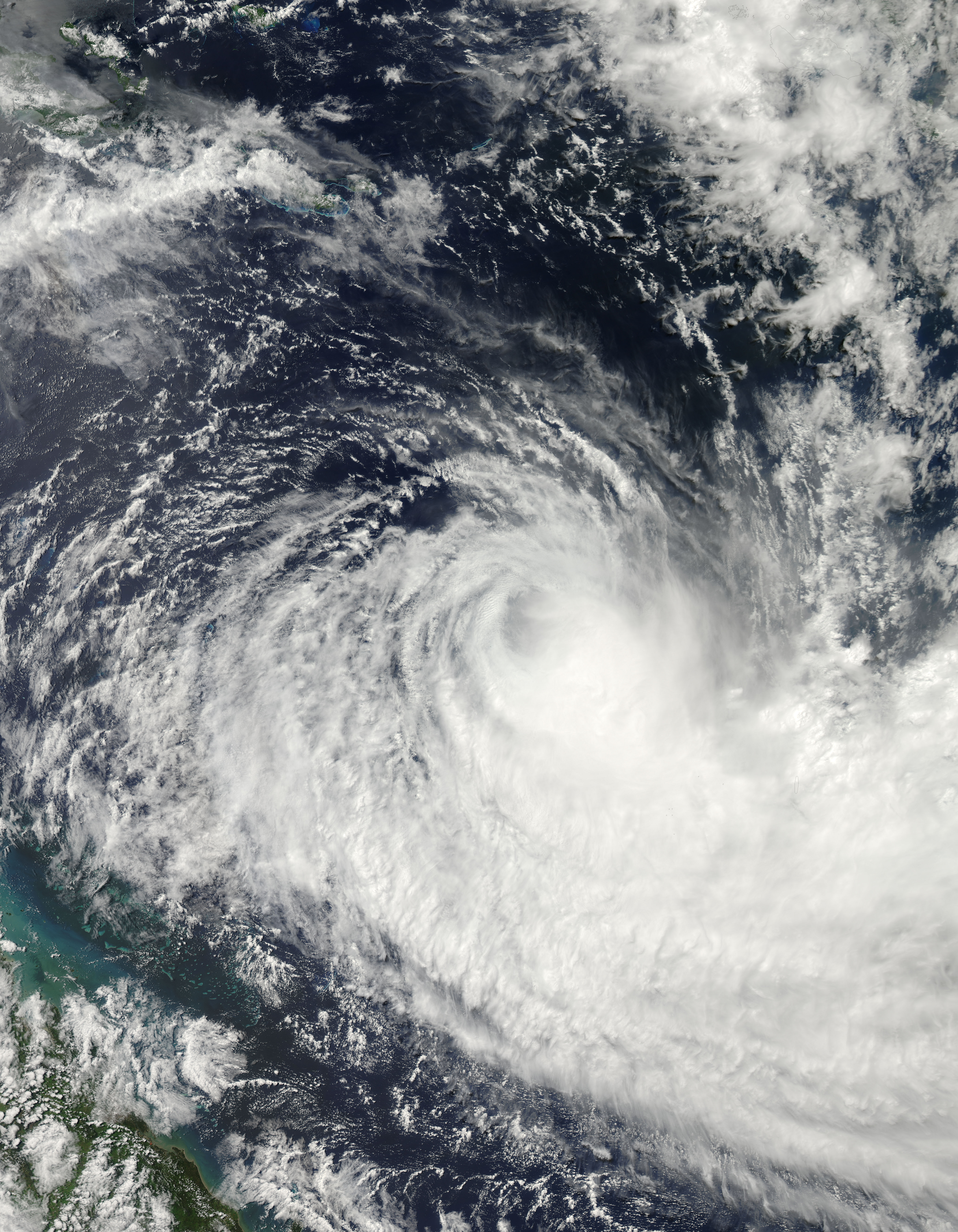
Imagem de satélite do ciclone Ului se aproximando de Queensland em 19 de março, com um centro parcialmente exposto

Depois que o ciclone Ului passou pelas Ilhas Salomão, as autoridades em Queensland, Austrália, começaram a alertar os residentes sobre a possibilidade de a tempestade atingir a região. Grandes ondas produzidas pelo sistema levaram os salva-vidas a fechar grandes áreas de praias públicas. As pessoas que desejassem entrar no oceano foram fortemente incentivadas a fazê-lo apenas nas áreas patrulhadas. Além disso, os pescadores removeram suas redes contra tubarões da região, prevendo ventos superiores a 65 km/h (40 mph). A remoção das redes para tubarões foi a primeira na preparação para os ciclones. Embora a remoção das redes evitasse os danos causados pela tempestade, ela deixou os nadadores em risco de ataques de tubarões. Uma grande competição de surfe, o Australian Surf Life Saving Championships, deu as boas-vindas aos grandes swells da tempestade, estimados em 5 m (16 ft). Cerca de 8.100 pessoas se inscreveram para a competição; no entanto, os gerentes afirmaram que se os swells continuarem a aumentar, eles podem ter que realocar o evento para outro lugar. Previa-se que essas ondas seriam as maiores experimentadas ao longo da costa de Queensland na última década, e oficiais de gerenciamento de emergência alertaram os residentes que vivem ao longo das áreas costeiras que as ondas provavelmente inundariam regiões baixas.
Em 18 de março, novas previsões da futura pista de Ului indicavam que ela chegaria a Queensland. Como resultado, as autoridades evacuaram cerca de 300 pessoas das ilhas de Heron e Lady Elliot, situadas a cerca de 1,000 km (620 mi) fora do continente australiano. Os residentes ao longo da Costa do Sol foram aconselhados a preparar suas casas para uma possível categoria 4 ciclone e estoque de alimentos não perecíveis. Mais tarde, em 18 de março, o Bureau of Meteorology previa que o ciclone cruzaria ou próximo à costa de Queensland, entre Cardwell e Mackay, em 21 de março como um ciclone de categoria 3. em 19 de março, Ului foi rebaixado para um ciclone de categoria 2. Vários portos ao longo da costa de Queensland foram fechados por vários dias devido ao impacto de grandes ondas na região. O transporte de carvão e outras matérias-primas também foi interrompido nessas áreas. Em 21 de março, o ciclone enfraqueceu ao se mover para o interior e foi rebaixado abaixo da força do ciclone. 60.000 casas estavam sem energia em Cannonvale, Mackay, Proserpine, Sarina e áreas circunvizinhas. A maioria dos principais danos ocorreu em Proserpine e nas áreas ao sul e oeste, como Crystalbrook, Kelsey Creek, Silver Creek, Dittmer, Gunyarra, Andromache, Bloomsbury, Thoopara etc. Airlie Beach / Cannonvale / Cannonvalley sofreu danos relativamente pequenos devido a eles serem protegidos da maioria dos ventos prejudiciais pelas cordilheiras de Conway das quais o Parque Nacional de Conway faz parte. Uma partida da Liga Nacional de Rugby na região ameaçada por Ului foi iniciada cerca de duas horas antes para evitar jogar durante a tempestade.

## Impacto

### Ilhas Salomão

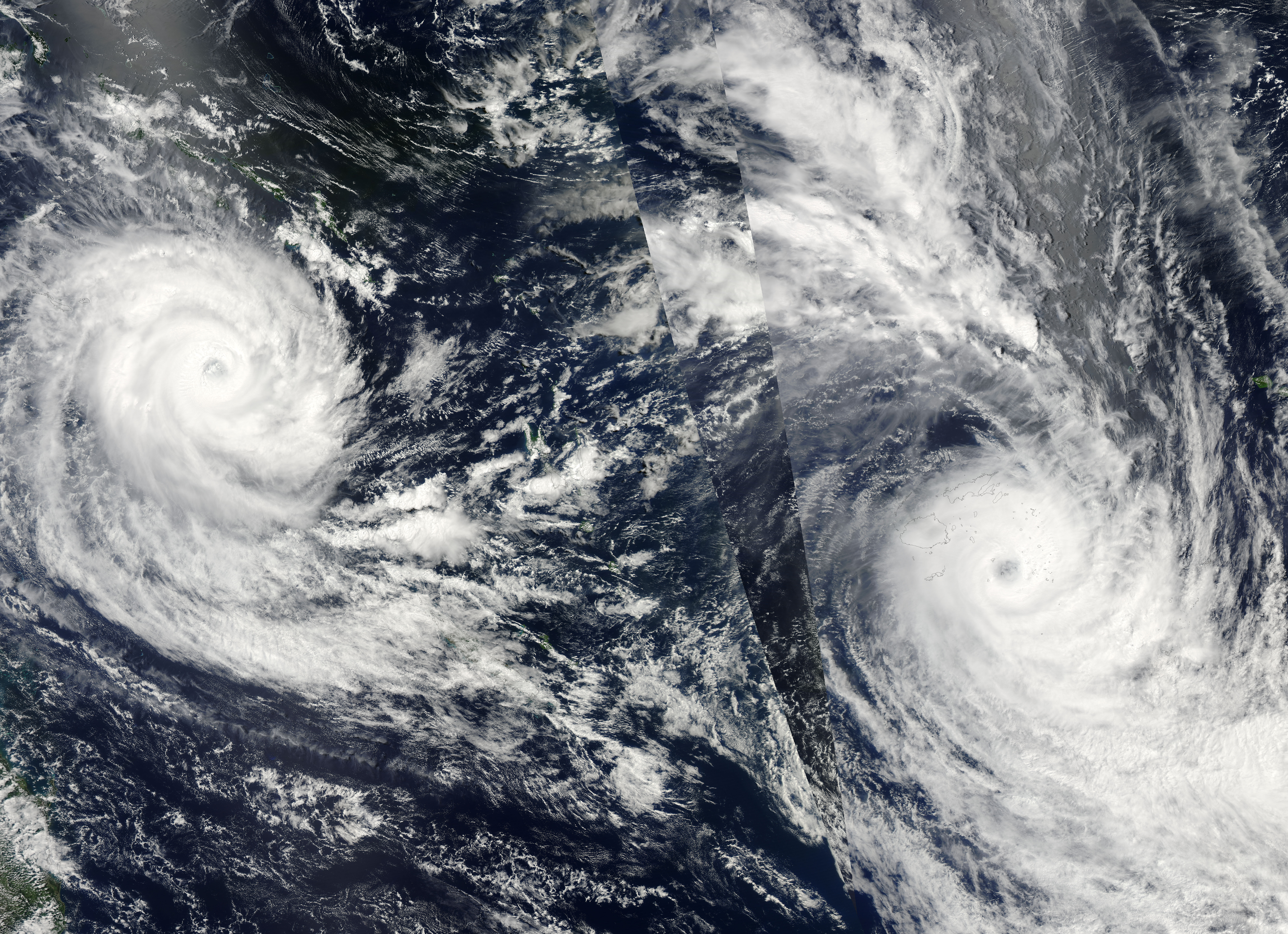
Ciclones Ului (à esquerda) e Tomas (à direita) em 16 de março

Como uma categoria Após o ciclone, Ului passou pelo sul das Ilhas Salomão, causando graves danos nas ilhas de Rennell e Guadalcanal, bem como na província de Bellona. Grandes ondas produzidas pela tempestade arrastaram várias casas ao longo das áreas costeiras. Inundações também foram relatadas em várias ilhas; no entanto, as autoridades confirmaram que nenhuma morte resultou da tempestade. Os ventos máximos nas ilhas afetadas atingiram 120 km/h (75 mph). Na Ilha Rennell, relatórios iniciais afirmam que pelo menos dez casas foram gravemente danificadas ou destruídas em várias aldeias. Danos leves a moderados foram sofridos em Makira e Guadalcanal, com pelo menos duas casas sendo danificadas. Relatos não confirmados de uma grande onda que inundou várias aldeias, arrastando casas e derrubando grandes rochas vieram do leste de Makira por volta das 4:00 pm hora local. Outra aldeia no lado oeste de Makira foi supostamente inundada cerca de cinco horas depois. Avaliações de danos posteriores feitas na Ilha Makira confirmaram que pelo menos 13 casas foram destruídas e várias outras foram danificadas. Os danos mais graves ocorreram na aldeia de Woau, onde dez casas foram destruídas.

### Austrália

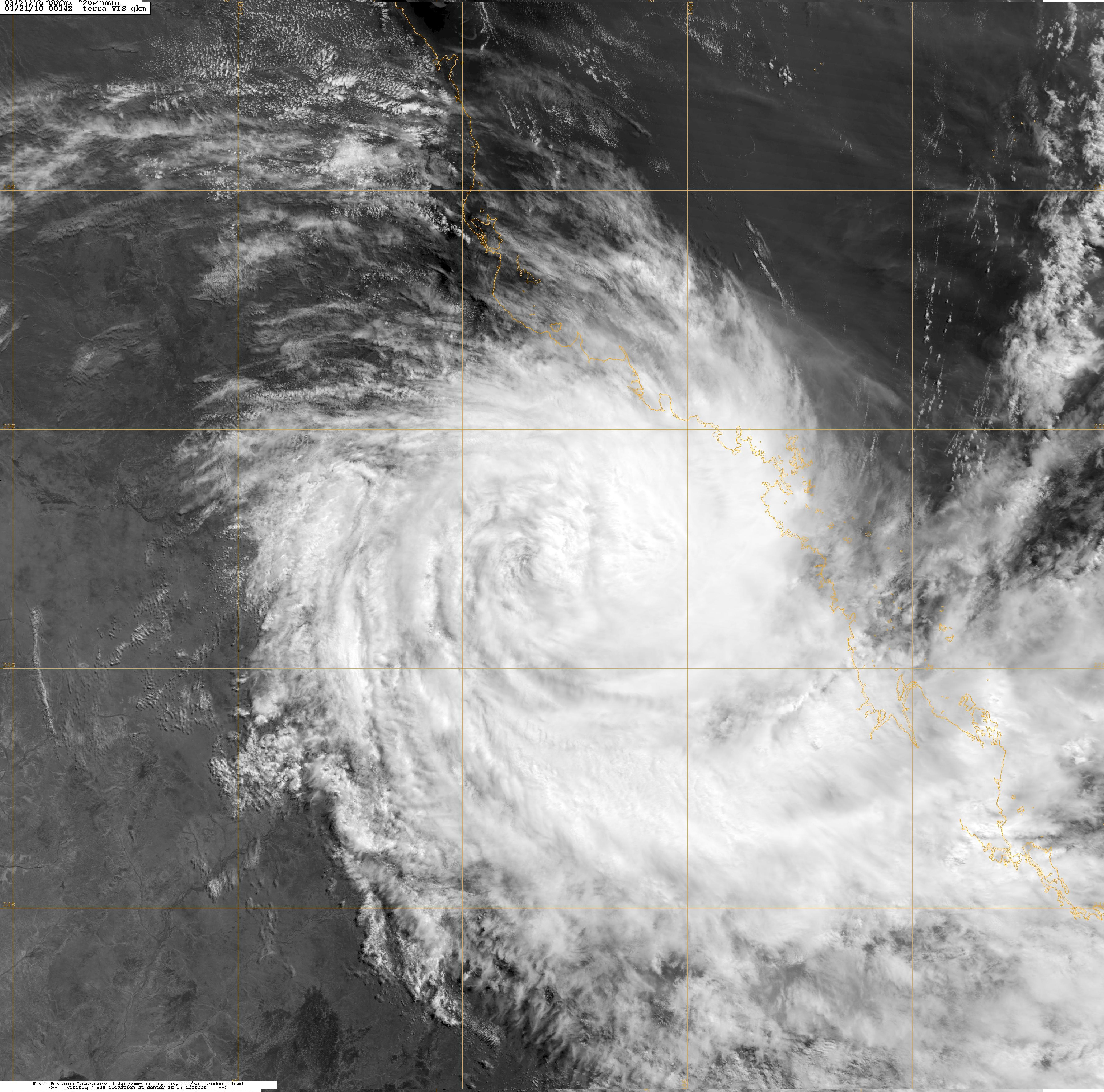
Ciclone Ului após atingir a costa de Queensland em 21 de março

Em 19 de março, um salva-vidas de surf adolescente, Saxon Bird, foi derrubado de seu esqui de surfe por ondas produzidas por Ului em meio a 2 m (6.6 ft). Depois de ser atingido por seu esqui, ele foi transportado para um hospital local antes de morrer horas depois devido aos ferimentos. Como resultado da sua morte, os eventos aquáticos do campeonato Australian Surf Life Saving em Kurrawa Beach na Gold Coast foram cancelados. O sistema atingiu a costa perto de Airlie Beach, ao norte de Mackay, por volta de 1:30 am AEST na manhã de domingo, 21 de março e seguiu na direção SSW mantendo o status de categoria 3 até atingir aproximadamente a metade do caminho entre Proserpine, Queensland e Collinsville, Queensland.
As autoridades disseram que houve relatos de danos ao telhado e linhas de transmissão de energia em comunidades em toda a região. 60.000 casas foram relatadas como sem energia entre Mackay, Proserpine e Collinsville. Alguns sites relataram mais de 400 mm de chuva em 24 horas.

## Rescaldo e registos
Entre 13 e 14 de março, o ciclone Ului passou por uma fase invulgarmente explosiva de rápida intensificação. Durante um intervalo de 24 horas, o sistema se intensificou de uma tempestade tropical para um ciclone equivalente de categoria 5, empatando o furacão Wilma em 2005 para a intensificação mais rápida de um sistema de tempestade tropical para categoria 5 De acordo com o JTWC, ventos máximos sustentados aumentaram de 100 km/h (62 mph) a 260 km/h (160 mph). Eles também estimaram que a pressão central mínima da tempestade diminuiu de 982 mbar (hPa) a 918 mbar (hPa), uma queda de 64 mbar (hPa), durante este período.